# 小行星8309
小行星8309（英語：8309）是一颗围绕太阳公转的小行星。1996年7月14日，近地小行星追踪在茂宜岛发现了此天体。
这颗小行星的绝对星等为74.69880等。